# Institución Teresiana
La Institución Teresiana, cuyas siglas son IT, es una asociación internacional de laicos de la Iglesia católica fundada en 1911 por Pedro Poveda. Cuenta con diversos proyectos, centros educativos y universitarios, centros culturales y sociales, publicaciones y editoriales. Impulsa la ONG InteRed y la Fundación Nuevamerica. Su primera directora general fue Josefa Segovia.

## Características
Para Pedro Poveda, el modo de estar en el mundo de los miembros de la Institución se inspira en aquellos primeros cristianos que, en medio de una sociedad pagana, colaboraban en la construcción del bien común, sin ocultar su fe, iluminando su vida con la Palabra de Dios. Y por eso la enseñanza que brindan en el colegio es que uno tiene que ser profesional especialmente las mujeres y que la labor se hace en el mundo profesional.
Hoy incluye a 3000 miembros integrados en diversas asociaciones, con distintas modalidades de compromisos, que viven la misma espiritualidad y misión. Existe además, un amplio movimiento de colaboradores y organizaciones juveniles que viven una misión evangelizadora desde su testimonio y su trabajo profesional.
La misión de la Institución la llevan a cabo sus asociados, individual y asociadamente, buscando la promoción humana y la transformación social mediante la educación y la cultura. Colaboran en un proyecto de sociedad en el que se afirma la dignidad y los derechos de la persona, y especialmente, el derecho de todos a la educación y a ser agentes de su propia cultura.

## Historia
La primera directora general de la Institución Teresiana fue Josefa Segovia. En los años 20 forman parte de la Institución un grupo de mujeres católicas entre las que destacan además de Josefa, María de Echarri y Carmen Cuesta, empeñadas en recristianizar la sociedad española en medio de la confrontación catolicismo-laicismo. Estas mujeres, formadas en la Escuela Superior de Magisterio eran profesoras en las escuelas normales y colaboraron con la naciente Acción Católica de la Mujer además de participar en el Primer Congreso Nacional de Educación Católica y sus actividades.
Desde 1913 ha contado con diversas publicaciones. Hoy cuenta con la revista Crítica, dirigida desde el inicio por mujeres y con un amplio equipo de colaboradores. Entre los años cincuenta y setenta editaron un tebeo, Molinete, para formar a la infancia, que fue de los mejores de su tipo.
El fundador fue canonizado el 4 de mayo de 2003 por Juan Pablo II. Victoria Díez Bustos de Molina, educadora y miembro de la Institución Teresiana, fue beatificada y reconocida como mártir por Juan Pablo II en el año 1993. La primera directora general de la asociación, Josefa Segovia Morón, está actualmente en proceso de beatificación.
La Institución, además de la presencia transformadora de sus miembros como sal y levadura en los distintos lugares donde viven, cuenta con proyectos educativos corporativos en: Argentina, Bolivia, Brasil, Chile, Colombia, España, Filipinas, Guinea Ecuatorial, Irlanda, India, México, Perú, República Democrática de Congo, República Dominicana y Uruguay.